# Млинівський краєзнавчий музей
Млинівський краєзнавчий музей — музей в селищі Млинів Дубенського району Рівненської області. Нині в фондах музею нараховується понад 2 тисячі експонатів основного фонду і близько 5 тисяч експонатів допоміжного фонду, які є складовою частиною Національного фонду України.

## Статистика музею
Одиниць зберігання — 900. Площі музею: загальна — 200 м², експозиційна — 150 м², виставкова — 48 м², прилеглої території — 1500 м². Середня кількість відвідувачів у рік — 600. Партнери: Рівненський обласний краєзнавчий музей, обласний центр народної творчості. Найцінніша колекція: стародруки XVII століття.

## Історія
Музей заснований у 1975 році в селищі Млинів як відділ Рівненського краєзнавчого музею, з 1992 року набув статусу районного краєзнавчого музею.

## Експозиції
В музеї працюють відділи народознавства та історії.

### Відділ народознавства
Екснозиція відділу народознавства розповідає про ремесла, промисли, основні заняття, побут, одяг, головні убори, взуття жителів краю в минулому (більшість експонатів датовано кінцем XIX — початку XX століття). Музей має гарну нумізматичну колекцію, колекцію нагород (серед них 3 ордени Леніна), археологічну колекцію. Є етнографічні експонати (серпанкові намітки та сорочки).
Один із залів музею відведено під виставки сучасного декоративно-прикладного мистецтва. Працюють щорічно виставки майстрів та народних умільців, організовуються художні виставки (місцевих художників а також із інших регіонів України), виставляються роботи вихованців дитячої художньої студії, проводяться персональні виставки майстрів та народних умільців різних жанрів сучасного декоративно-прикладного мистецтва: гончарства (чорно димна кераміка), лозоплетіння, ткацтва, інкрустація дротиком та соломкою, різьба по дереву, чеканка, флористика (робота із тополиним пухом).

### Відділ історії
Відділ історії краєзнавчого музею розповідає про історію Млинівського краю в минулому. Відвідувачам музею пропонується оглядова екскурсія «Млинівщина в давнину» та тематичні екскурсії:
- Млинівщина в далекому минулому (первісно-общинний лад, середньовіччя).
- Наш край в роки Першої світової війни.
- Наш край за часів Речі Посполитої (1921—1939).
- Млинівщина в роки Другої світової війни.
- Діяльність ОУН-УПА на території Млинівського району.

Про найдавніший період в історії Млинівщини розповідають пам'ятки археології періоду бронзи (кам'яні та крем'яні сокири, молотки, ножі, наконечники) та періоду давньоруської держави (вироби давньоруських гончарів). В експозиції музею представлені фрагменти збруї, металевий меч, речі козаків (датовані 15–16 століттям), які були знайдені на території району.
За Ризьким мирним договором 1921 року Млинівщина у складі західної частини Волині відійшла до Речі Посполитої. Цей період в історії Млинівщини характеризують цінні документи, фотографії, побутові речі та ікони римо-католицького костелу.
Окремий розділ музейної експозиції присвячений подіям Другої світової війни.

## Просвітницька та дослідна робота музею
Музеєм проводиться науково-дослідна, збиральницька, фондова, експозиційна, просвітницька робота. Працівники музею працюють в архівах, наукових бібліотеках, проводиться опитування старожилів району, співпраця із громадськими організаціями («Просвіта», Конгрес української інтелігенції), участь у наукових конференціях. Результати досліджень та музейні новини висвітлюються на сторінках газети «_», місцевому радіомовленні.
Музей співпрацює із каналом телебачення «Рівне-1» із висвітлення визначних історичних місць.
Працівники музею беруть участь у виховних заходах, тематичних вечорах навчально-виховних закладів міста, у шкільних методоб'єднаннях вчителів історії, народознавства. Проводяться екскурсії для школярів. Періодично музеєм проводяться благодійні акції, кошти від яких передаються дітям-сиротам та дітям, позбавленим батьківського піклування.